# 의정부용현초등학교
의정부용현초등학교는 대한민국 경기도 의정부시에 있는 공립 초등학교이다.

## 학교 연혁
- 1992년 9월 1일 초대 이규정 교장 취임
- 1992년 10월 1일 전관교사 4층 후관교사 3층 완공
- 1992년 10월 2일 의정부용현국민학교 개교
- 1992년 10월 2일 의정부국민학교에서 분리(25학급 1,441명)
- 1994년 2월 16일 제1회 졸업식(졸업생 226명)
- 1996년 3월 1일 의정부용현초등학교로 교명 변경
- 1998년 3월 1일 제 2대 김병규 교장 취임
- 1999년 8월 31일 솔뫼초등학교 13학급 분리 개교 (남:314명, 여: 300명 계:614명)
- 1999년 8월 31일 민락초등학교 11학급 분리 개교 (남:292명, 여 288명, 계:580명)
- 1999년 9월 1일 제3대 김경곤 교장 취임
- 2000년 9월 1일 제4대 차상정 교장 취임
- 2002년 3월 1일 39학급 편성
- 2002년 3월 1일 의정부부용초등학교 분리 개교 (남:159명, 여: 148명 계: 307명)
- 2003년 9월 1일 제5대 조연원 교장 취임
- 2007년 9월 1일 제6대 정재명 교장 취임
- 2008년 2월 15일 제15회 졸업 (졸업생 294명, 총 4277명)
- 2008년 3월 1일 43학급, 유치원 1학급 편성
- 2010년 3월 1일 38학급, 유치원 1학급 편성
- 2010년 2월 11일 제17회 졸업(남:129명, 여:133명,합262명)
- 2011년 2월 15일 제18회 졸업(남:120명, 여:102명, 계:222명)
- 2011년 3월 1일 36학급, 유치원1학급, 특수1학급 편성
- 2011년 3월 1일 과학교육선도학교 도교육청 지정
- 2012년 2월 14일 제19회 졸업 (남 :125명, 여 135명, 계 260명)
- 2012년 3월 1일 34학급, 유치원 1학급, 특수 1학급 편성
- 2012년 3월 1일 제7대 이철웅 교장 취임
- 2013년 2월 14일 제20회 졸업 (남:122명, 여:113명, 계 225명)
- 2013년 3월 1일 30학급, 유치원 1학급, 특수 1학급 편성
- 2013년 3월 1일 의정부혁신교육지구 창의지성행복학교 도교육청 지정
- 2013년 9월 1일 제8대 최창해 교장선생님 취임
- 2013년 12월 6일 과학교육 우수학교 표창(교육감)
- 2014년 2월 14일 제21회 졸업 (남:88명, 여:78명, 계:166명)
- 2014년 3월 1일 30학급 편성(특수 1학급, 병설유치원 1학급)
- 2014년 3월 1일 학생현황 (남:432명, 여:383명, 계:815명)